# Asphalt 3: Street Rules
Asphalt 3: Street Rules (укр. Асфальт 3: Вуличні правила) — перегонова відеогра 2006 року, розроблена Gameloft Shanghai та опублікована Gameloft на платформах J2ME, Windows Mobile, Symbian і Nokia N-Gage 2.0. Третя велика гра серії Asphalt. Перша мобільна гра, в яку грали на World Cyber Games. Вона також стала першою в серії, яка не була випущена для Nintendo DS.

## Ігровий процес
Ігровий процес охоплює режим «Миттєві перегони», де гравець бере участь у перегонах у випадковому місті на будь-якому з автомобілів, що належать гравцеві, і режим «Кар'єра», який є серцем гри. Гравець починає з Mini Cooper S і має можливість розблокувати 11 інших спортивних автомобілів і мотоциклів, кожен з яких має свій власний тюнінг. Початкова гра закінчується, коли гравець завершує всі перегони з фінішем на подіумі. Остаточний кінець настає, коли гравець здобуває «золото» у всіх змаганнях, і таким чином оголошується найкращим у «підпільній перегоновій лізі». Навіть після завершення режиму кар'єри гравець може взяти участь у будь-яких змаганнях, щоб заробити більше грошей.
Ігровий процес складається з різноманітних подій:
Перегони: гравець стартує з нижньої частини сітки та змагається з сімома іншими учасниками, головна мета яких — фінішувати першим за підсумками трьох кіл, уникаючи поліційних крейсерів і блокпостів на дорогах.
Дуель: Перегони «Віч-на-віч», де гравець повинен наздогнати та обігнати єдиного суперника, щоб фінішувати першим в кінці двох кіл, щоб перемогти.
Розтрощи усіх: У цьому режимі метою гравця є розбити певну кількість перегонових або поліційних машин суперників до кінця третього кола.
Поліційна погоня: У цьому режимі перегонник виступає в ролі поліціянта й має на меті розбити боса, не завдаючи шкоди іншим учасникам перегонів та цивільним автомобілям. Гравець починає з $30 000 готівкою і втрачає гроші щоразу, коли завдає «супутньої шкоди».
Грошова атака: Цей режим схожий на звичайні перегони, за винятком того, що метою є заробити якомога більше грошей, використовуючи незаконні дії, такі як дрифт, перевищення швидкості та захоплення.
Дискваліфікація означає, що гравець не може завершити перегони, навіть якщо всі інші учасники закінчили її. Коли гравця дискваліфікують, його автомобіль розбивається, і він заробляє найменшу кількість кредитів або взагалі не отримує їх.
У грі Asphalt 3: Street Rules тип перегонів «Поліційна погоня» суворо забороняє будь-які аварії та негайно дискваліфікує гравця, якщо він потрапить в неї.